# 保時捷Boxster
保时捷Boxster是保時捷公司的一款双门雙座敞篷跑车，引擎採中置後驅設計，最早以概念车形式亮相于北美车展展出。
第一代量產車（代號986）發佈於1996年，第二代產品發佈於2004年，代號為987。而2012年，則發佈了第三代，代號為981。2016年，發表了第四代，代號982，使用了渦輪增壓，因此性能大幅提升，而本系列的硬頂版本稱CAYMAN。

## 第一代（1996-2003）
1996年發佈第一代Boxster，又稱作「986」，由荷蘭籍汽車設計師Harm Lagaay所炮製，使用2.5公升水平對臥六缸引擎，並配備五速自動變速器、五速手動變速器和六速手動變速器。
到了2000年，引擎容積被提升為2.7公升。

## 第二代（2004-2012）
第二代Boxster是於2004年在巴黎車展中亮相，並隨即宣佈發售，稱「987」。
第二代Boxster的外形與第一代基本一樣，只是車頭燈修訂了原貌。其水平對臥六缸引擎最小容積為2.7公升，最大則有3.2公升。同時第二代還新增了雙離合變速箱作選擇。

## 第三代（2012-2016）
第三代是於2012年3月於日內瓦車展中登場，並於同年夏季正式發售，代號則為「981」。其水平對臥六缸引擎的容積，有2.7-3.4公升，而大部分車型都使用雙離合變速箱。

## 第四代（2016至今）
代號982,型號718使用渦輪
「718」之名源自Porsche在1950~60年代於Targa Florio與Le Mans大賽叱吒風雲的中置引擎賽車，當時的「718」便是採用水平對臥四汽缸引擎，因此全新718 Boxster便將延續此傳統，換裝全新水平對臥四汽缸渦輪增壓引擎，基本款718 Boxster搭載引擎排氣量為2.0升，進階的718 Boxster S則是2.5升，其中718 Boxster S，在VTG可變幾何渦輪增壓系統加持下，較上代Boxster S增加了35hp，兩款車整體燃油經濟性增加達13%。
982 卡曼 的发动机输出221KW（中国大陆184KW），卡曼 S输出257KW。变速器可选6速手动或7速双离合。

## 图片

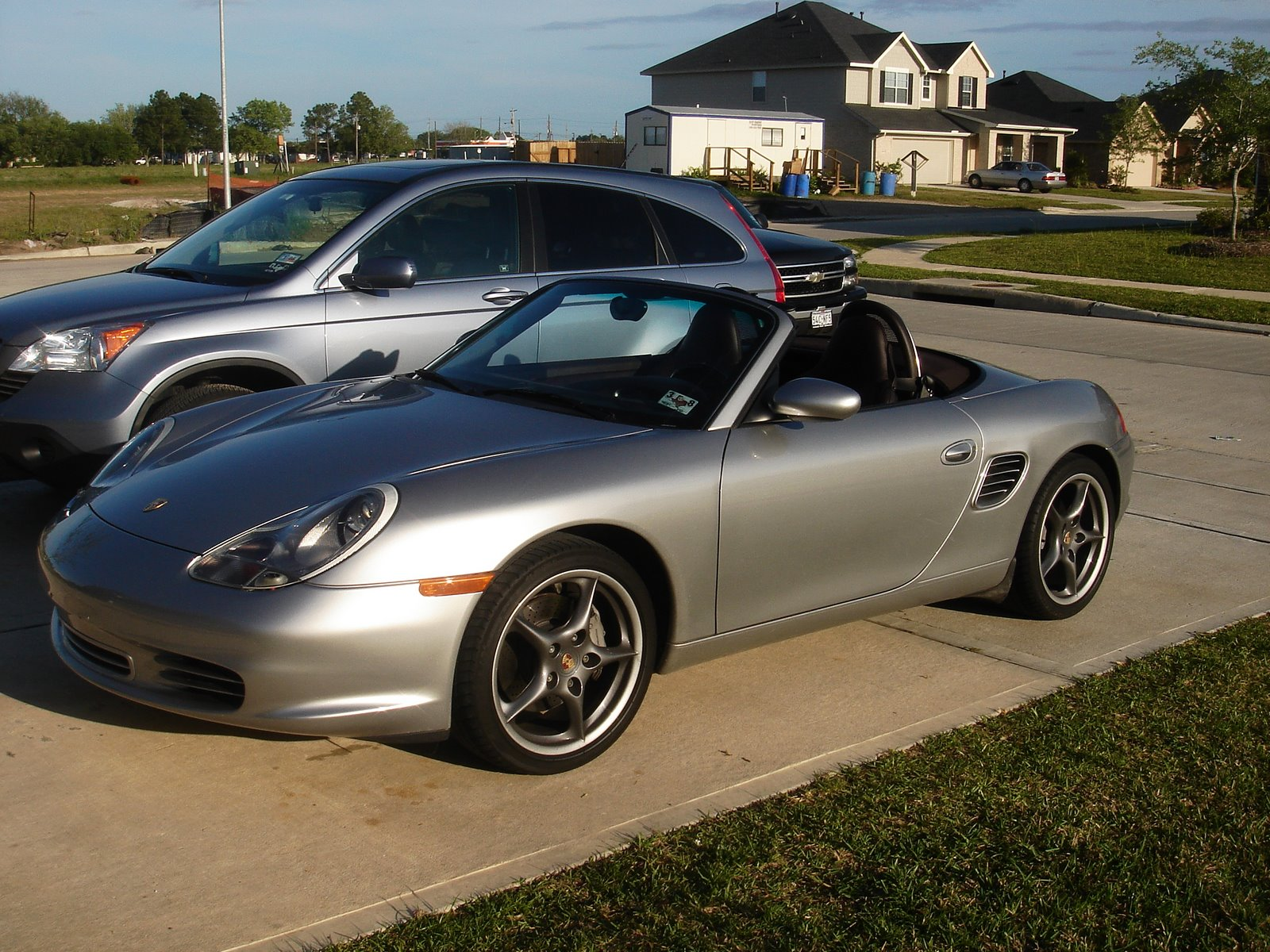
Boxster 550 Spyder
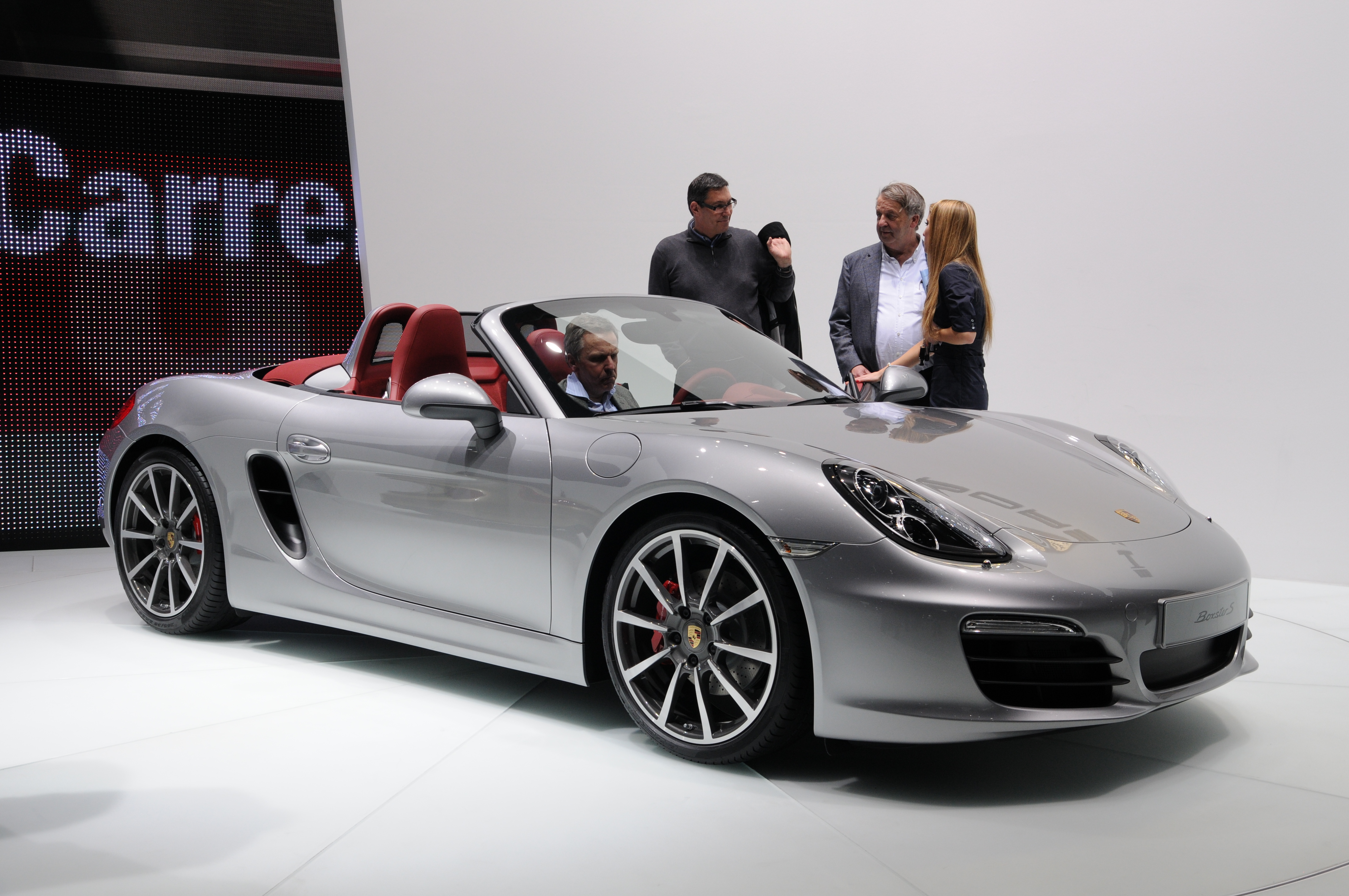
2012年日內瓦車展
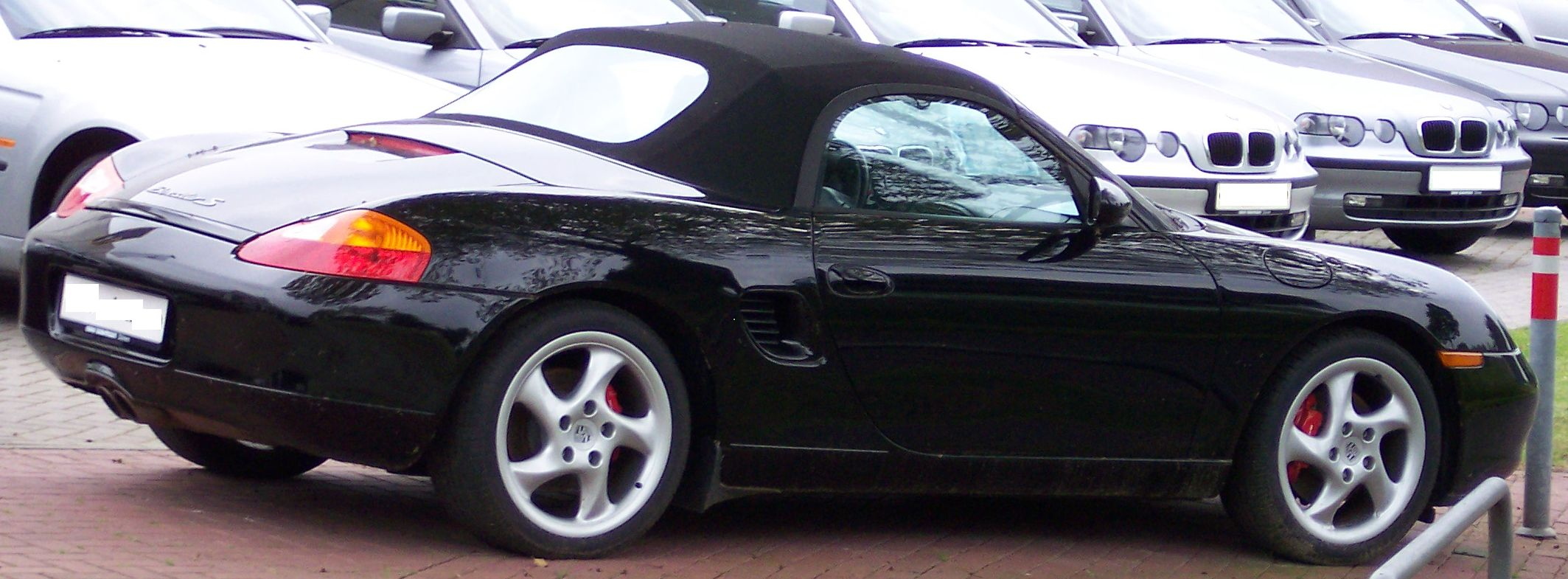
車尾
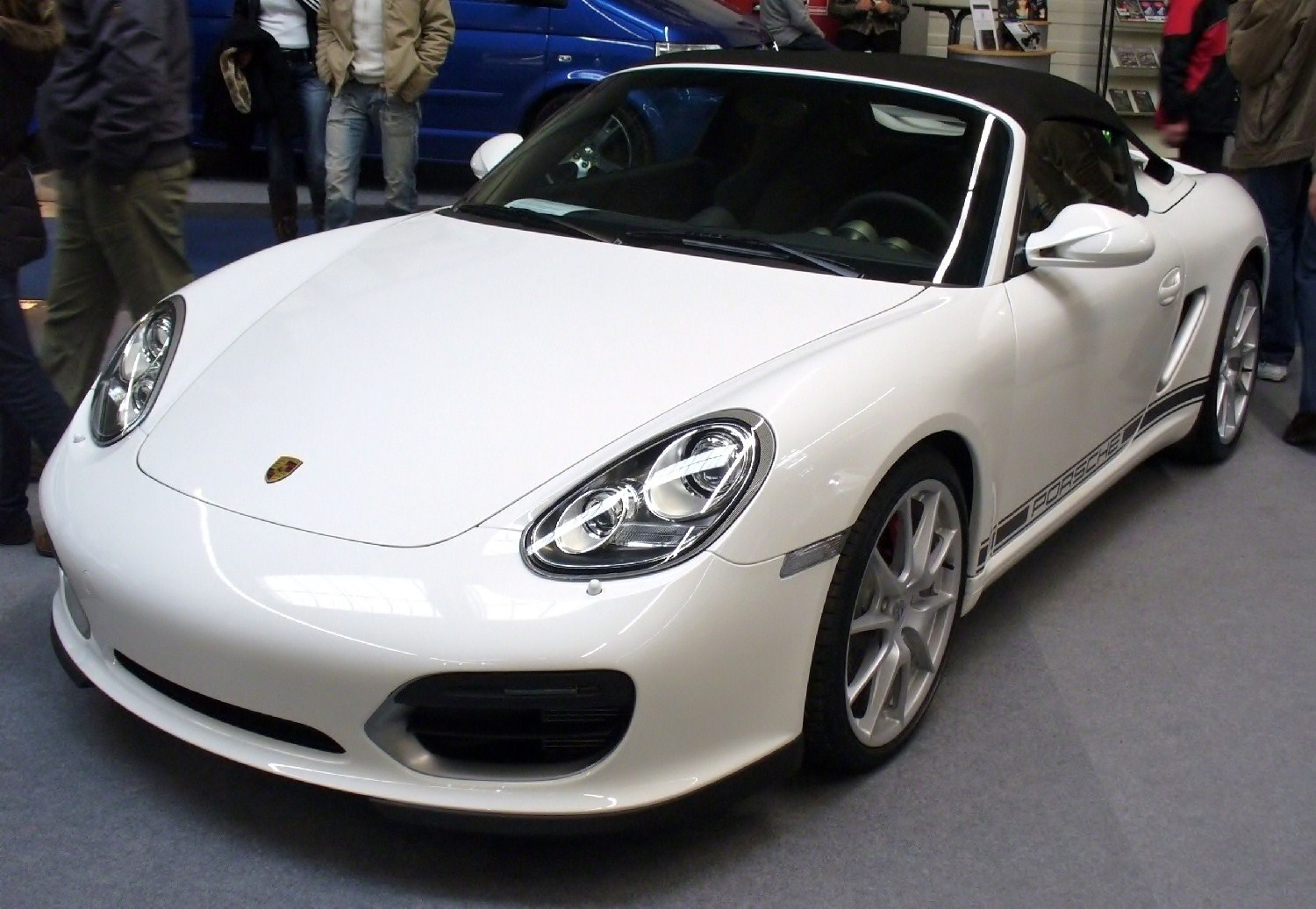
Boxster限量版S Spyder